# Renato Salvatori
Renato Salvatori (* 20. März 1933 in Seravezza; † 27. März 1988 in Rom) war ein italienischer Schauspieler.

## Leben
Renato Salvatori debütierte schon während seines Studiums der Nautik als Filmschauspieler. Er verkörperte kraftvolle, fest zupackende Typen, mehrfach auch Gangsterrollen. Neben zahlreichen eher durchschnittlichen Streifen zählen auch Auftritte in sozial engagierten und international erfolgreichen Filmen wie Z und Der unsichtbare Aufstand unter der Regie von Constantin Costa-Gavras oder Und dennoch leben sie von Vittorio de Sica zu seinem Werk.
Bei den Dreharbeiten zu Rocco und seine Brüder lernte er die französische Schauspielerin Annie Girardot kennen. Sie wurde seine Frau; mit ihr hatte er eine Tochter, Giulia Salvatori, die am 5. Juli 1962 in Rom geboren wurde.

## Filmografie (Auswahl)
- 1951: Die Mädchen vom Spanischen Platz (Le ragazze di Piazza di Spagna)
- 1953: Ein Sonntag in Rom (La domenica della buona gente)
- 1953: Die drei Korsaren (I tre corsari)
- 1956: Ich laß mich nicht verführen (Poveri ma belli)
- 1957: Ehemänner in der Stadt (Mariti in città)
- 1957: Großmutter Sabella (La nonna Sabella)
- 1957: Puppe mit Pfiff (Belle, ma povere)
- 1958: Die Hölle in der Stadt (Nella città l'inferno)
- 1958: Diebe haben’s schwer (I soliti ignoti)
- 1958: Tolpatsch macht Karriere (Policarpo, ufficiale di scrittura)
- 1959: Arme Millionäre (Poveri milionari)
- 1959: Auf St. Pauli ist der Teufel los (I magliari)
- 1959: Diebe sind auch Menschen (Audace colpo dei soliti ignoti)
- 1960: Wind des Südens (Il vento del sud)
- 1960: Es war Nacht in Rom (Era notte a Roma)
- 1960: Rocco und seine Brüder (Rocco e i suoi fratelli)
- 1960: Und dennoch leben sie (La ciociara)
- 1961: Verwirrung (Il disordine)
- 1962: Grausame Hände (Les grands chemins)
- 1963: Die Peitsche im Genick (I compagni)
- 1966: Bel Ami 2000 oder Wie verführt man einen Playboy
- 1969: Queimada – Insel des Schreckens (Queimada)
- 1969: Z
- 1971: Der Coup (La casse)
- 1971: Das Licht am Ende der Welt (The Light at the Edge of the World)
- 1972: Der unsichtbare Aufstand (État de siège)
- 1972: Oktober in Rimini (La prima notte di quiete)
- 1972: Rendezvous zum fröhlichen Tod (Au rendezvous de la mort joyeuse)
- 1973: Ein kurzer Urlaub (Una breve vacanza)
- 1973: Die Löwin und ihr Jäger (Les granges brûlées)
- 1975: Der Zigeuner (Le gitan)
- 1975: Flic Story – Duell in sechs Runden (Flic Story)
- 1976: Eiskalte Typen auf heißen Öfen (Uomini si nasce poliziotti si muore)
- 1976: Der Erpresser (Armaguedon)
- 1976: Die letzte Frau (L'ultima donna)
- 1976: Die Macht und ihr Preis (Cadaveri eccellenti)
- 1976: Todo modo
- 1979: Ernesto
- 1979: La Luna
- 1981: Asso – ein himmlischer Spieler (Asso)
- 1981: Die Tragödie eines lächerlichen Mannes (La tragedia di un uomo ridicolo)